# Vencelj
Vencelj je moško osebno ime.

## Izvor imena
Ime Vencelj je različica moškega osebnega imena Venčeslav.

## Pogostost imena
Po podatkih Statističnega urada Republike Slovenije je bilo na dan 31. decembra 2007 v Sloveniji število moških oseb z imenom Vencelj: 18.

## Osebni praznik
Osebe z imenom Vencelj godujejo skupaj z Venčeslavi; (Venčeslav (Vaclav), knez in mučenec, † 28.sept. 929).